# Chomjakiwka (Iwano-Frankiwsk)
Chomjakiwka (ukrainisch Хом'яківка; russisch Хомяковка Chomjakowka, polnisch Chomiakówka) ist ein Dorf in der westukrainischen Oblast Iwano-Frankiwsk mit etwa 950 Einwohnern (2001).
Chomjakiwka liegt am Ufer der Strymba (Стримба), einem 44 km langen Nebenfluss der Worona im Rajon Tysmenyzja. Das 1457 erstmals schriftlich erwähnte Dorf war bis 2020 die einzige Ortschaft der gleichnamigen Landratsgemeinde. Das ehemalige Rajonzentrum Tysmenyzja liegt 7 km nördlich des Dorfes und die Oblasthauptstadt Iwano-Frankiwsk befindet sich 17 km nordöstlich der Ortschaft.
Am 12. Juni 2020 wurde das Dorf ein Teil neu gegründeten Stadtgemeinde Tysmenyzja im Rajon Iwano-Frankiwsk; bis dahin bildete es die Landratsgemeinde Chomjakiwka (Хом'яківська сільська рада/Chomjakiwska silska rada) im Rajon Tysmenyzja.

## Persönlichkeiten
- In Chomjakiwka kam am 26. September 1936 der sowjetische Dissident, ukrainischer Autor und Politiker Jewhen Pronjuk zur Welt.